# Lahoh
Lahoh (arabsky: لحوح, somálsky: laxoox) je pečivo podobné palačince, s houbovitou konzistencí. Původně pochází z jižního Jemenu, ale velice populární je také v somálské kuchyni. Spolu s jemenskými Židy se lahoh dostal také do Izraele, kde se s ním lze také setkat.
Základem lahohu je mouka (nejčastěji čiroková), teplá voda, droždí a špetka soli. Existuje také sladká varianta nebo varianty s vejci. Tradičně se lahoh připravuji v peci zvané taawa, ale lze ho připravit i na pánvi.
V Jemenu je často lahoh prodáván pouličními prodejci, v Somálsku se podává jako příloha k omáčkám, polévkám nebo kari.